# Plötzensee (gevangenis)

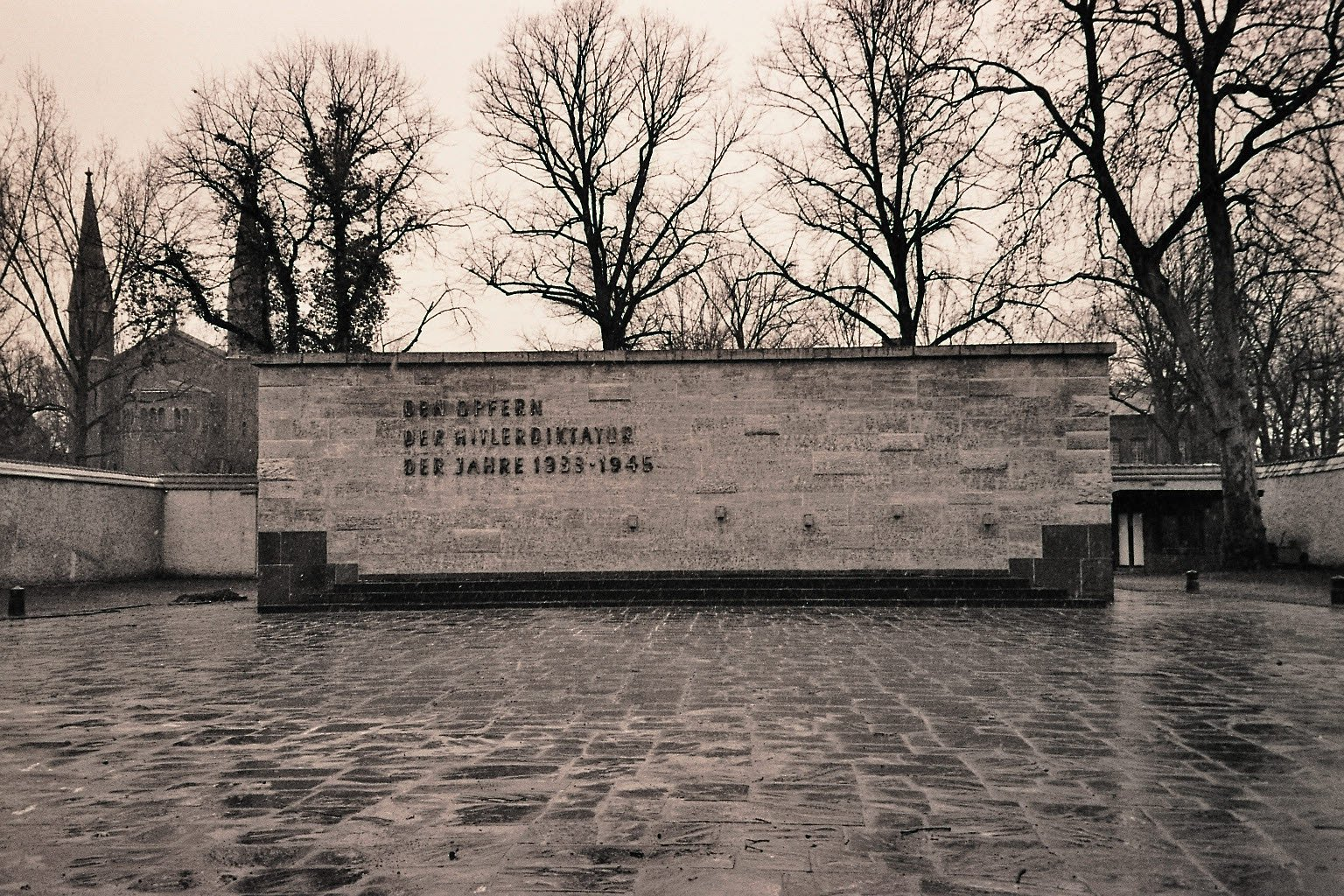
Binnenplaats met gedenkteken

Plötzensee is een gevangenis in Berlijn-Charlottenburg. De gevangenis is gebouwd tussen 1868 en 1879 en had na de machtsovername van de nationaalsocialisten in 1933 een belangrijke functie als gevangenis en als centrale executieplaats voor politieke tegenstanders van het nazibewind. Tussen 1933 en 1945 werden in Plötzensee 2891 mensen ter dood gebracht, waaronder ook leden van de Rote Kapelle en van het complot van 20 juli 1944 tegen Adolf Hitler. In 1952 werd het Plötzenseemonument opgericht.

## Geschiedenis
De gevangenis werd opgericht bij besluit van de Pruisische regering onder koning Wilhelm I van Duitsland en werd tot 1879 gebouwd op de landgoederen van het landhuis Plötzensee. Het gebied dat in tweeën werd verdeeld door het Berlijn-Spandaukanaal (geopend in 1859) bevond zich aan de rand van het Tegelerbos ten noordwesten van de Berlijnse stadsgrenzen in de provincie Brandenburg. In 1915 werd het land ten oosten van het kanaal samen met de Plötzensee opgenomen in Berlijn (het huidige district Berlin-Wedding), het resterende gebied rond de gevangenismuren werd een deel van de Berlijnse gemeente Berlin-Charlottenburg op basis van de Wet Groot-Berlijn van 1920. Sinds 2004 behoort het tot het stadsdeel Berlin-Charlottenburg-Nord.
De oorspronkelijke naam van wat tegenwoordig Haus 1 is, was Strafgefängnis Plötzensee. Op het terrein van 25,7 hectare waren tot 1400 gevangenen ondergebracht, ook was er een kerk en een joodse gebedsruimte. Het was in die tijd de grootste gevangenis van het Duitse rijk. Na de Tweede Wereldoorlog werden de gebouwen die waren vernietigd door de bombardementen op Berlijn herbouwd, en werd een jeugdgevangenis gebouwd voor daders tussen de 14 en 21 jaar oud. Toen deze in 1987 verhuisde naar een nieuw gebouw op het aangrenzend terrein aan de noordwestkant, werd Haus 1 van de Plötzensee-gevangenis opnieuw een mannengevangenis met een capaciteit van 577 gevangenen. Aan het einde van de Koude Oorlog en de Duitse hereniging, heeft de laatste Oost-Duitse leider Egon Krenz, veroordeeld voor doodslag door het Schießbefehl bij de Berlijnse Muur, van 2000 tot 2003 zijn straf daar uitgezeten.
In 1983 werd een moderne vrouwengevangenis gebouwd ten zuiden van de Friedrich-Olbricht-Damm, tegenover de Plötzensee-gevangenis. Sinds 1998 herbergt het de JVA Charlottenburg voor bijna 300 volwassen mannelijke gevangenen, voornamelijk drugsverslaafden.
Een op de drie geïnterneerden van de Plözensee-gevangenis zit vast voor herhaald zwartrijden met het openbaar vervoer.

## Plötzensee-monument

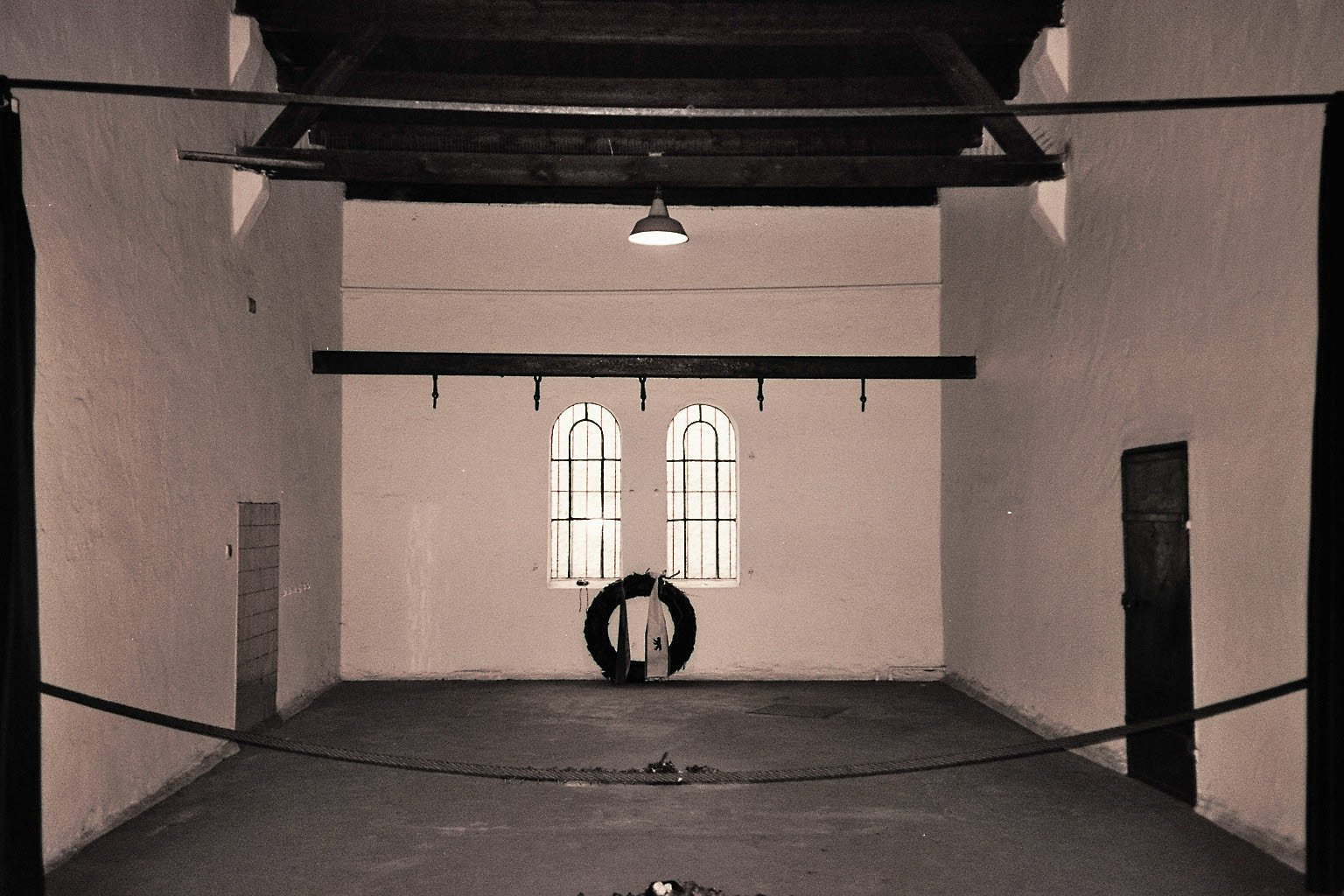
Gedenkplaats Plötzensee, 2005

Tijdens de tijdperken van het Keizerrijk Duitsland en de Weimarrepubliek werden tot 1933 36 executies uitgevoerd in de gevangenis Plötzensee, allemaal wegens moord en allemaal door onthoofding met een bijl volgens het oude Duitse Strafgesetzbuch (Wetboek van Strafrecht). Na het aan de macht komen van de nationaalsocialisten huisvestte de gevangenis zowel reguliere criminelen als politieke gevangenen. Plötzensee was een van de elf geselecteerde centrale executieplaatsen die in 1936 in heel Duitsland waren opgericht in opdracht van Adolf Hitler en Reichsminister van Justitie Franz Gürtner. In elke executieplaats was een fulltime beul werkzaam, die het stijgende aantal doodvonnissen uitvoerde, vooral nadat het strafrecht in de Tweede Wereldoorlog opnieuw was aangescherpt. Door een overeenkomst uit 1943 met het Oberkommando der Wehrmacht werden zij ook verantwoordelijk voor de executie van Wehrmachtleden volgens de Duitse militaire wet. De veroordeelden werden onthoofd door een guillotine (Fallbeil), vanaf 1942 ook door ophanging.
Tijdens het nazi-regime zijn volgens officiële cijfers 2891 mensen veroordeeld door het Berlijnse Kammergericht, het beruchte Volksgerichtshof onder Roland Freisler en verschillende Sondergerichte. Zij werden aanvankelijk met een bijl op de binnenplaats van de gevangenis geëxecuteerd. Vanaf 1937 werden de veroordeelden onthoofd met een guillotine afkomstig uit de Bruchsal-gevangenis, die werd geïnstalleerd in een werkschuur in de achtertuin. Dit was een bakstenen gebouw op de begane grond nabij de gevangenismuren, waarheen de slachtoffers moesten lopen vanuit een nabijgelegen cellenblok. In 1942 werd in dezelfde kamer een balk gemonteerd die als galg diende voor maximaal acht slachtoffers tegelijk. De nabestaanden waren verplicht een vergoeding van 1,5 Reichsmark te betalen voor elke dag dat de gedetineerde in de gevangenis had doorgebracht, plus extra executiekosten van 300 Reichsmark.

## Aantallen geëxecuteerden

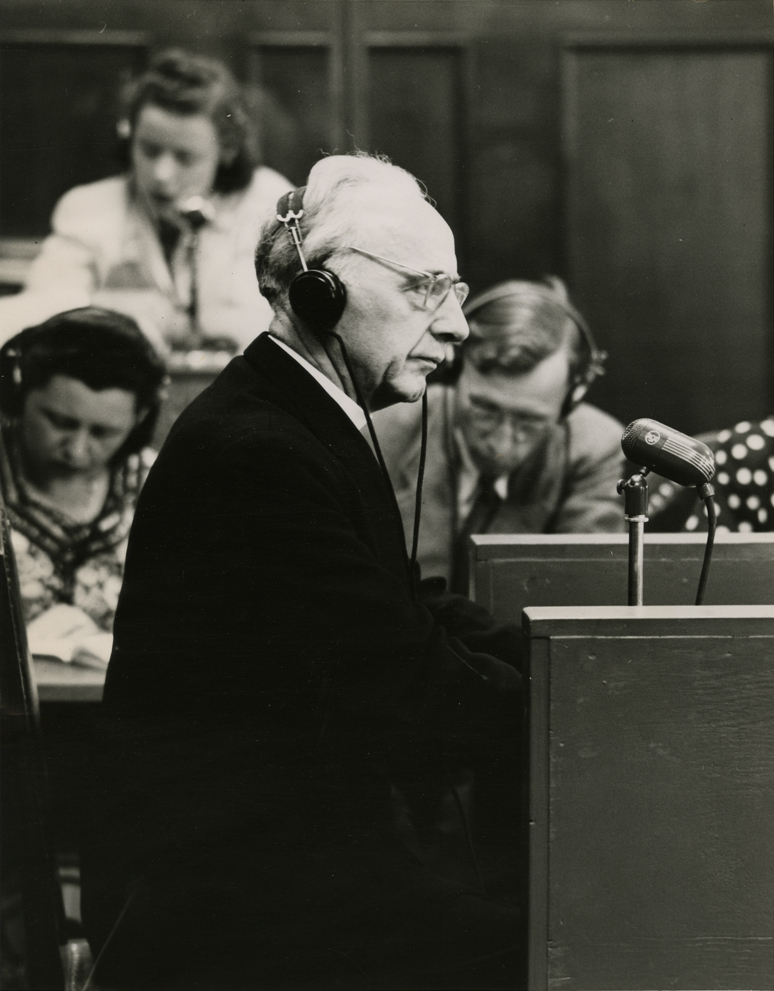
Peter Buchholz; "OMGUS MILITARY TRIBUNAL - CASE THREE OMT-III-W-56 / Getuige Peter Buchholz, voormalig gevangenispastor in Plötzensee, beschreef de omstandigheden aldaar. Hij verklaarde dat er mensen werden terechtgesteld voor wie de executie-papieren nog niet op orde waren, of de terechtstelling zelfs was opgeschort.

Ongeveer de helft van de 2891 geëxecuteerden was Duitser, de meesten werden ter dood veroordeeld wegens verzet tegen het Nazi-regime. Onder hen waren leden van de Rote Kapelle, het complot van 20 juli 1944 en de Kreisauer Kreis. Uit Tsjecho-Slowakije waren 677 geëxecuteerden afkomstig, uit Polen werden 253 mensen terechtgesteld en uit Frankrijk 245. Het aantal vrouwelijke slachtoffers bedroeg 300.
Nadat bij een bombardement door de Royal Air Force in de nacht van 3 september 1943 de guillotine onherstelbaar was beschadigd en grote delen van de gebouwen waren verwoest, beval staatssecretaris Curt Rothenberger van het Ministerie van Justitie per telefoon de onmiddellijke executie van de veroordeelden in Plötzensee. Ongeveer 250 mensen, waarvan zes bij vergissing, werden in groepen van acht opgehangen op de avonden van 7 tot 12 september. De laatste executie vond plaats op 20 april 1945. De overige gedetineerden werden door het Rode Leger bevrijd tijdens de Slag om Berlijn vijf dagen later. 
Diverse straten in Charlottenburg-Nord werden vernoemd naar omgebrachte verzetsstrijders.

## Slachtoffers

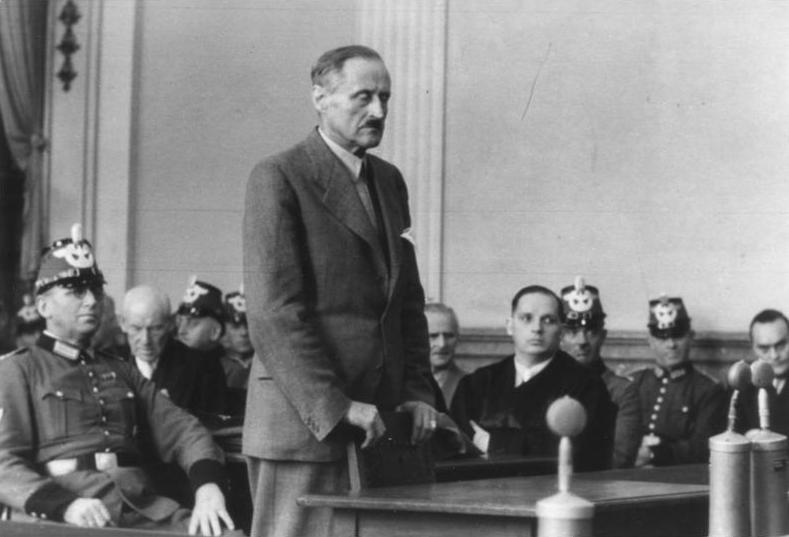
Ulrich von Hassell voor het Nazi Volksgerichtshof, dat hem in september 1944 ter dood veroordeelde. Josef Wirmer is geheel rechts te zien.

Tot de bekendere terechtgestelden behoren onder andere:
- Cato Bontjes van Beek
- Julius Fučík
- Jakob Gapp[5]
- Erich en Elisabeth Charlotte Gloeden, en  Elisabeth Kuznitzky
- Carl Friedrich Goerdeler
- Albrecht von Hagen
- Otto en Elise Hampel, de inspiratie voor Hans Fallada's boek uit 1947, Alleen in Berlijn
- Ulrich von Hassell
- Wolf-Heinrich Graf von Helldorf
- Erich Hoepner
- Annie Krauss
- Arthur Nebe
- Johannes Popitz
- Ulrich Wilhelm Graf Schwerin von Schwanenfeld
- Robert Stamm
- Berthold Schenk von Stauffenberg (broer van Claus von Stauffenberg, leider van Operatie Walküre)

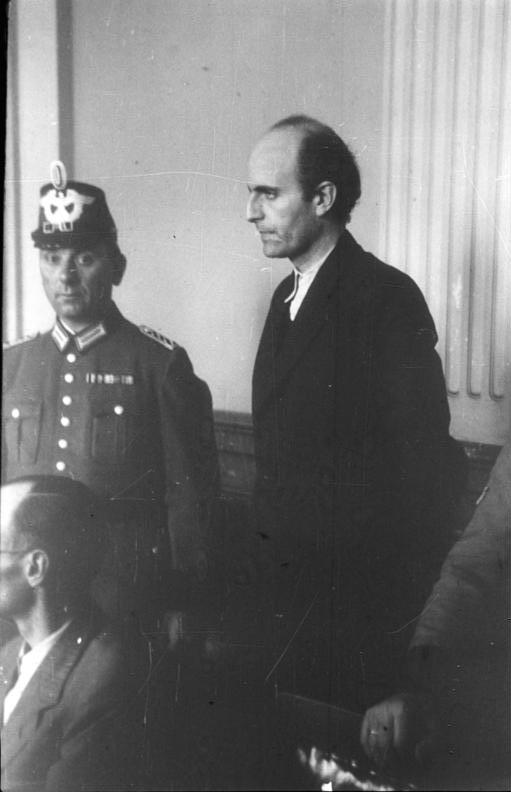
Adam von Trott zu Solz, deelnemer aan het complot van 20 juli 1944

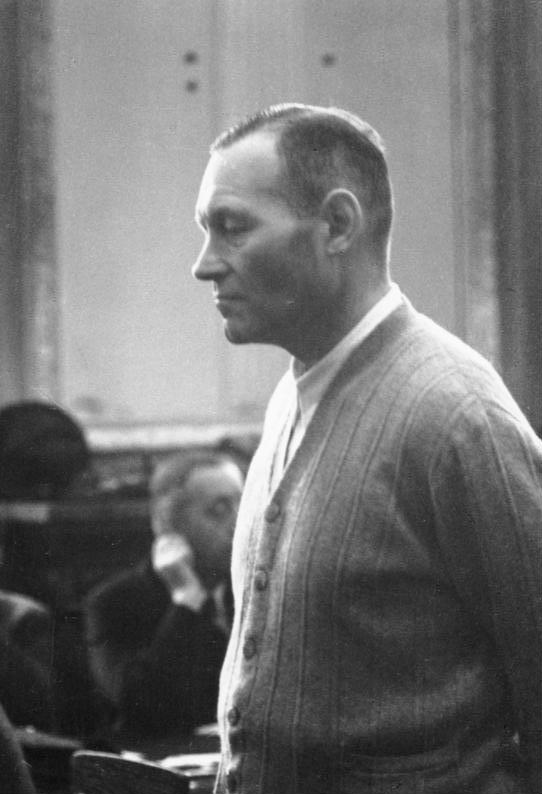
Hoepner voor het Volksgerichtshof

- Helmuth Stieff
- Maria Terwiel
- Adam von Trott zu Solz
- Ernst Volkmann
- Peter Yorck von Wartenburg
- Erwin von Witzleben
- Maurice Bavaud